# Atlantis: L'impero perduto - La prova del fuoco
Atlantis: L'impero perduto - La prova del fuoco è un videogioco basato su un film basato su Disney Atlantis - L'impero perduto. Il gioco è stato sviluppato da Zombie Studios e pubblicato da Disney Interactive. È stato rilasciato il 18 maggio 2001 insieme al film esclusivamente per la piattaforma Microsoft Windows. È un gioco di azione e avventura in prima persona ed è il secondo di gioco basato sul film sviluppati da Zombie.

## Trama
Questo gioco segue principalmente gli eventi del film. Il giocatore inizia sul sottomarino USS Ulysses, durante l'attacco del Leviatano. Per salvarsi dall'attacco della creatura, il giocatore deve fuggire attraverso il sistema di grotte sottomarine su una scialuppa di salvataggio, evitando la tana del Leviatano. Il gioco prosegue con l'esplorazione delle caverne fino ad Atlantide, durante il quale bisogna risolvere una serie di puzzle al fine di raggiungere il cristallo che tiene in vita l'antica città.